# Jim Crace
James (Jim) Crace (St Albans, 1946. március 1. –) angol író.

## Művei
- Continent (1986)
- The Gift of Stones (1988)
- Arcadia (1992)
- Signals of Distress (1994)
- The Slow Digestions of the Night (1995)
- Quarantine (1997)
- Being Dead (1999)
- The Devil's Larder (2001)
- Six (2003)
- The Pesthouse (2007)
- On Heat (2008)
- All That Follows (2010)
- Harvest (2013)

## Magyarul
- „Tüzelés” (On Heat), elbeszélés, in: Test és tükör (Mai angol elbeszélők), fordította Gy. Horváth László, Európa, 1992
- Halottnak lenni. Regény; fordította Kemenes Inez; Ulpius-ház, Budapest, 2002
- Az utolsó aratás; fordította Pék Zoltán; 21. Század, Budapest, 2018 (Kult könyvek)

## Fordítás
- Ez a szócikk részben vagy egészben  a   Jim Crace című angol Wikipédia-szócikk ezen változatának fordításán alapul.  Az eredeti cikk szerkesztőit annak laptörténete sorolja fel. Ez a jelzés csupán a megfogalmazás eredetét és a szerzői jogokat jelzi, nem szolgál a cikkben szereplő információk forrásmegjelöléseként.